# Hexano-1,4-lacton
Hexano-1,4-lacton (auch Hexan-1,4-olid oder γ-Caprolacton) ist eine organische Verbindung aus der Gruppe der Lactone.

## Vorkommen

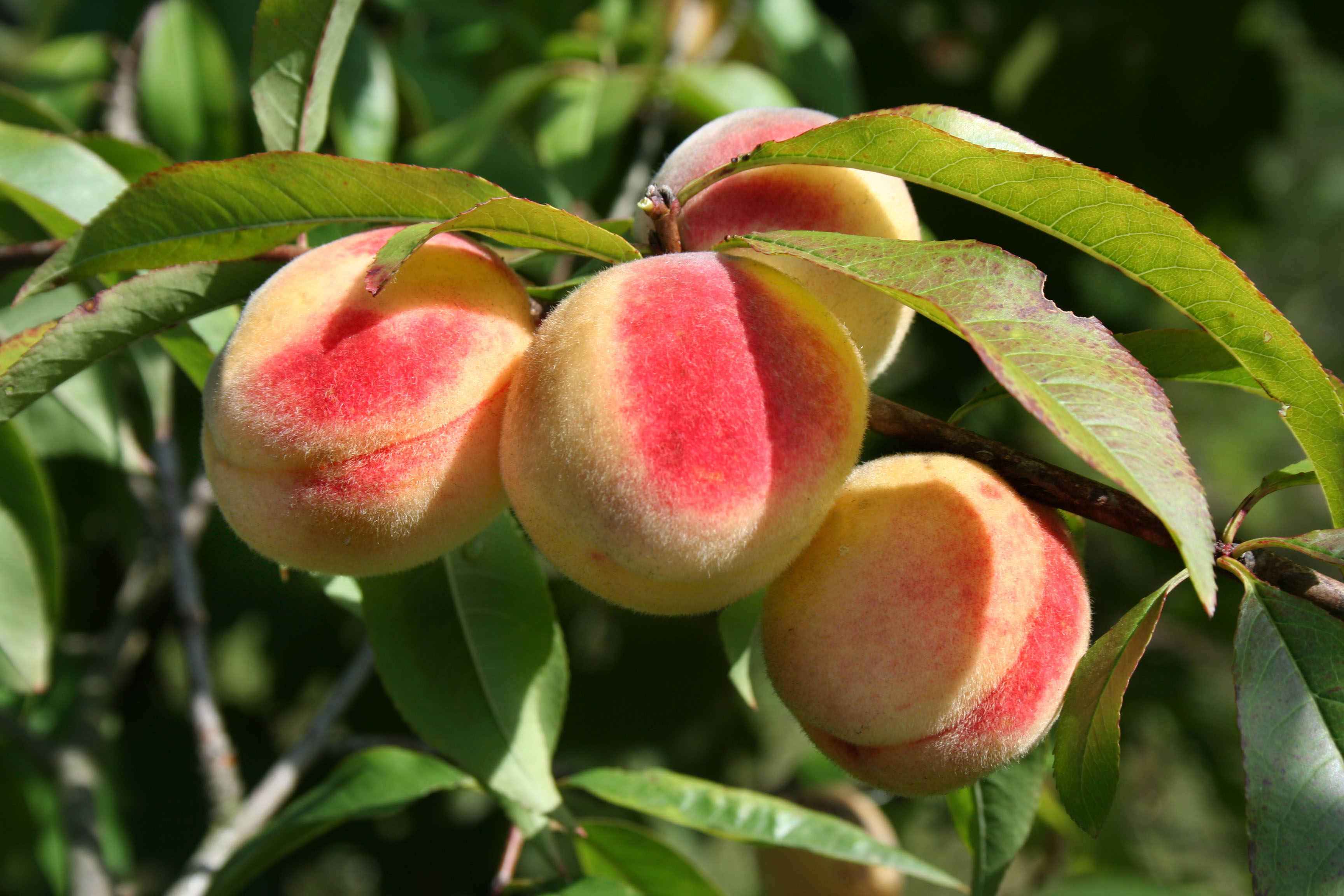
Pfirsich

Hexano-1,4-lacton kommt in Pfirsichen vor. In einer Studie war es neben γ-Decalacton und δ-Decalacton einer der mengenmäßig wichtigsten Lactone unter den flüchtigen Verbindungen. Daneben kommt es in Nektarinen, Aprikosen und Mangos vor. In Aprikosen ist es eines der mengenmäßig wichtigsten Lactone. In einer Studie mit verschiedenen Aprikosensorten betrug der Anteil an den Lactonen immer über 10 %, in einigen Fällen auch über 50 %. Dabei trat mit 61 % bis 96 % das (R)-Isomer auf. Das (R)-Isomer ist auch Bestandteil des Sexualpherpmons des Kahlen Speckkäfers und des Khaprakäfers aus der gleichen Gattung. Die Verbindung wurde auch in Tabak und Tabakrauch nachgewiesen.

## Herstellung
Durch Umsetzung von 4-Pentensäure mit N-Bromsuccinimid wird erstere cyclisiert und ein bromiertes Derivat von Pentano-1,4-lacton erhalten. Reaktion mit Methyllithium und Kupfer(I)-iodid ergibt Hexano-1,4-lacton. Bei der elektrochemischen Oxidation von Cyclohexanon entstehen hauptsächlich Hexano-1,4-lacton und Hexano-1,5-lacton. Welche von beiden Verbindungen das Hauptprodukt ist, hängt von den genauen Reaktionsbedingungen ab.
Enantiomerenreines (R)-Hexano-1,4-lacton kann mit einem von Campher abgeleiteten chiralen Auxiliar hergestellt werden. Die Reaktion läuft über das 4-Hydroxyhexannitril. Eine alternative enantioselektive Synthese für das (R)-Isomer geht von 3-Phenylpropanol aus. Dieser wird zunächst mit Pyridiniumchlorochromat zum Aldehyd oxidiert und dann mit Trimethylphosphonoacetat zu einem α,β-ungesättigten Ester umgesetzt. Die Reduktion mit Lithiumaluminiumhydrid und Aluminiumchlorid ergibt einen Allylalkohol. Sharpless-Epoxidierung und Reduktion mit Red-Al führt zu weitgehend enantiomerenreinem 5-Phenylpentan-1,3-diol. Die Hydroxygruppe in Position 1 kann durch Tosylierung mit para-Toluolsulfonsäurelchlorid und Reduktion mit Lithiumaluminiumhydrid entfernt werden, anschließend wird die verbleibende Hydroxygruppe durch Reaktion mit Acetanhydrid als Acetat geschützt. Oxidative Spaltung des Phenylrings ergibt 3-Hydroxyhexansäure. Diese ist mit Ruthenium(VIII)-oxid möglich, in situ hergestellt aus einer katalytischen Menge Ruthenium(III)-chlorid mit einer stöchiometrischen Menge Periodsäure. Durch Umsetzung der Säure mit Natriumhydroxid wird das Lacton erhalten.

## Verwendung
Hexano-1,4-lacton ist in der EU unter der FL-Nummer 10.021 als Aromastoff für Lebensmittel zugelassen.